# Edwin et les Twins
Edwin et les Twins et une bande dessinée belge créée par Falzar et David Evrard (qui signe E411) aux éditions Vents d'Ouest,.

## Synopsis
C'est l'histoire d'un papa célibataire, Edwin, qui élève seul ses deux jumeaux Willy et Wilbur accros aux chips et au Coca qui le font tourner en bourrique.
Sa voisine du dessous, Mme Poinçon et son chien Choupi, n'est pas la seule terreur d'Edwin.
Edwin est amoureux de Zoé qui n'a pas l'air de s'en douter.
Ses amis, Rob et Stef sont très serviables.
Twins veut dire jumeaux en anglais car les enfants sont jumeaux.

## Personnages
- Mme Poinçon
- Zoé
- Rob
- Stef
- Edwin
- Willy (Le blond)
- Wilbur (Le brun)
- Choupi